# Albert Mansfeld
Albert Mansfeld (* 10. August 1901 in Hamburg; † 7. September 1995 ebenda) war ein deutscher Oberschulrat und Politiker.

## Leben und Wirken
Albert Mansfeld wuchs in Rothenburgsort auf und besuchte eine Volksschule mit Selekta im Louisenweg in Hamburg-Hamm. Von 1916 bis 1922 absolvierte er das Lehrerseminar an der Hohen Weide 18. Im Anschluss lehrte er ab 1922 an der Schule Strelowstraße in Rothenburgsort. Von 1931 bis 1933 vertrat er als gewähltes Mitglied die NSDAP in der Hamburgischen Bürgerschaft. Bei Gründung des Hamburger Nationalsozialistischen Lehrerbundes am 28. Mai 1931 beteiligte er sich an der Mitgliederversammlung. Nach der Machtübernahme durch die Nationalsozialisten stieg er zum stellvertretenden Landesleiter und Gauamtsleiter des Lehrerbundes hinter Wilhelm Schulz. Er erfüllte die von Schulz vorgegebene Aufgabe, im Lehrerbund ein neu besetztes Führungsgremium zu installieren. Dabei nahm er keine Rücksicht auf die Verdienste einstiger Gründungsmitglieder. Im Auftrag des NSLB-Führungsgremiums richtete Mansfeld eine nationalsozialistische Form des Schulschutzes ein, die er selbst leitete und die mehrere Jahre existierte. Außerdem sammelte er Unterlagen für personalpolitische Entscheidung, die ihn über den NSLB erreichten. Mansfeld übergab das Material den entscheidenden Stellen in der Schulverwaltung. Außerdem richtete er im NSLB einen Arbeitskreis für Grenz- und Ostarbeit ein.
Für einige Monate übernahm Mansfeld 1933/34 die Leitung der Volksschule Eilbektal 35–37, die seinerzeit den Namen „Adolf-Hitler-Schule“ trug. Im März 1934 endete diese Tätigkeit mit der Berufung zum Schulrat in der Schulverwaltung. Kurze Zeit später übernahm er als Oberschulrat die Leitung der Abteilung für Volksschulen. Mansfeld trat als überzeugter und aggressiver Nationalsozialist auf. Er forderte, einen „zusammengehörigen Lebensraum“ für die Deutschen zu schaffen, die „außenpolitische Befreiung“ einzuleiten und sich wieder auf die Bedeutung der Zugehörigkeit zur „deutschen Rasse“ zu konzentrieren. Da sich „Volkserzieher“ aus seiner Sicht zur „Volksgemeinschaft“ bekennen sollten, rief er 1937 Hamburger Lehrkräfte unmissverständlich dazu auf, NSDAP-Mitglieder zu werden. Außerdem versuchte er, herkömmlichen Religionsunterricht zu verhindern und insbesondere das Alte Testament nicht weiter zu lehren, das er als „jüdisch“ ansah.
Als Leiter der Schulaufsicht, dem auch die Hilfsschulen unterstanden, förderte Mansfeld Aktionen, in deren Rahmen „erbkranke Kinder“ untersucht und anschließend zwangssterilisiert wurden. Er erachtete staatlich durchgeführte „rassen- und erbhygienische Maßnahmen“ an Hilfsschulen als hilfreich, um die Kinder zu geeigneten Mitgliedern einer „Volksgemeinschaft“ zu machen. Er stand in engem Kontakt mit SS-Obersturmbannführer Heinrich Thole, der für das Rasse- und Siedlungshauptamt der SS arbeitete. Mansfeld unterstützte Thole 1939 bei dessen Ansinnen, Grundschüler der vierten Klassen Reihenuntersuchungen zu unterziehen, die „anthropologischen Erhebungen“ dienen sollten. 1938 trieb Mansfeld Bemühungen voran, jüdische Kinder aus öffentlichen Schulen auszuschließen.
Neben diesen, die Nationalsozialisten unterstützenden Maßnahmen, stellte er sich an anderen Stellen gegen das System. Er versuchte, die Schüler vor weitreichenden Bestrebungen der Hitlerjugend zu schützen. Mansfeld äußerte sich kritisch zum Staatsjugendtag und etablierte, gegen den Willen des Reichserziehungsministeriums, gemeinsam mit Wilhelm Schulz Spanischunterricht im Oberbau der Volkshochschulen. In Bezirken, die aufgrund des Groß-Hamburg-Gesetzes 1937 das Stadtgebiet erweiterten, ließ Mansfeld Sprachheilschulen errichten.
Während des Zweiten Weltkriegs leistete Mansfeld ab dem 6. April 1940 Kriegsdienst als Soldat bei der Wehrmacht. Er kämpfte in Polen, Belgien und Frankreich und wurde 1941 zum Gefreiten und Unteroffizier ernannt. 1942 ging er mit seiner Einheit nach Russland und geriet in britische Kriegsgefangenschaft. Nach Kriegsende kam er im Juni 1945 zurück nach Hamburg, wo ihn die britische Militärregierung bereits aus dem Schuldienst entlassen und die Beamtenstellung aberkannt hatte. Mansfeld nahm eine zugewiesene Stelle als Maurer bei einer Baufirma in Hamburg-Lokstedt an. Am 3. September 1947 bestand er die Gesellenprüfung. Gleichzeitig bemühte er sich bis 1952, erneut im Schuldienst arbeiten zu dürfen, wogegen die Entnazifizierungsausschüsse mehrfach Widerspruch einlegten. Mansfeld selbst gab an, dass er Lehrer nur aufgrund eines Befehls des Gauleiters Karl Kaufmann einen Eintritt in die NSDAP nahegelegt habe. Außerdem sprachen sich Friedrich Heinrich Köhne und Gustav Schmidt, die gemeinsam mit Mansfeld gearbeitet hatten, für ihn aus. Landesschulrat Ernst Matthewes stellte Mansfeld am 30. November 1950 wieder ein. Als Begründung nannte er, dass Mansfeld ein anständiger, gründlich und korrekt arbeitender Mensch sei, der sich für verfolgte Personen engagiert habe. Außerdem sei ihm die Tätigkeit als Maurer aufgrund eines Knochenbruchs nicht mehr möglich. Der Betriebsrat der Lehrer stimmte Matthewes Entscheidung direkt zu. Da die Schuldeputation eine Wiedereinstellung zunächst ablehnte, sprach Mansfeld bei dem Deputationsmitglied Richard Ballerstädt vor. Anschließend lehrte er von 1953 bis 1964 an der Schule in der Christian-Förster-Straße 21 in Hoheluft-West.
Albert Mansfeld starb im September 1995 in seiner Geburtsstadt. Wie er die Jahre im Ruhestand verbrachte, ist nicht bekannt.